# Île Spaatz
L'île Spaatz est une île de l'Antarctique, située au sud-ouest de l'île Alexandre-Ier et à l'ouest de la base de la péninsule Antarctique, près de la côte de la terre d’Ellsworth, une cinquantaine de km à l'est de l'île Smyley.
Longue de 80 km et large de 40, sa superficie est d'environ 4 100 km2.
La partie nord de l'île forme une portion de la rive sud de l'embouchure Ronne. Le reste de l'île est entouré par les barrières de glace du goulet Stange et du goulet George-VI. Finn Ronne et Carl Eklund, embarqués sur le US Antarctic Service (USAS) (1939-41), ont parcouru à traineau sa partie nord, en décembre 1940. Elle a été photographiée par avion et cartographiée pour la première fois par la Ronne Antarctic Research Expedition (RARE) (1947-48) dirigée par Finn Ronne. Ce dernier a baptisé l'île en l'honneur du Général Carl Spaatz, chef de l'USAAF, qui a fourni un avion à l'expédition RARE.